# Симфонія № 25 (Моцарт)
Симфонія № 25, соль мінор, KV 183 Вольфганга Амадея Моцарта була написана в 1773 році для двох гобоїв, чотирьох валторн (дві валторни сі бемоль і дві валторни соль) і струнних інструментів. У Моцарта тільки дві мінорні симфонії — № 25 і № 40.
Структура:
1. Allegro con brio, 4/4 соль мінор
2. Andante, 2/4 мі-бемоль мажор
3. Menuetto & Trio, 3/4 соль мінор, Тріо — соль мажор
4. Allegro, 4/4 соль мінор

Склад оркестру:
2 гобої, 2 фаготи, 4 валторни, струнні.

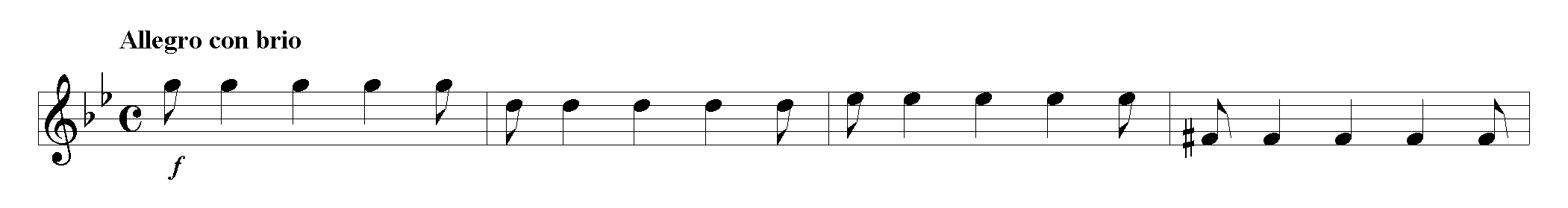
Симфонія № 25 (Моцарт), початок

## Цікаво
Музика цієї симфонії використана у фільмі режисера Мілоша Формана 1984 року «Амадей».

## Ноти і література
Вікісховище має мультимедійні дані за темою: Симфонія № 25 (Моцарт)
- Ноти [Архівовано 10 лютого 2012 у Wayback Machine.] на IMSLP

- Dearling, Robert: The Music of Wolfgang Amadeus Mozart: The Symphonies Associated University Presses Ltd, London 1982 ISBN 0-8386-2335-2
- Kenyon, Nicholas: The Pegasus Pocket Guide to Mozart Pegasus Books, New York 2006 ISBN 1-933648-23-6
- Zaslav, Neal:Mozart's Symphonies: Context, Performance Practice, Reception OUP, Oxford 1991 ISBN 0-19-816286-3